# Goniometrická funkce

Jedna perioda funkcí sinus a kosinus

Jako goniometrické funkce se v matematice nazývá skupina šesti funkcí velikosti úhlu používaných například při zkoumání trojúhelníků a periodických jevů. Goniometrické funkce jsou základem goniometrie. Obvykle se definují jako poměr dvou stran pravoúhlého trojúhelníku nebo délky určitých částí úseček v jednotkové kružnici. Jejich modernější definice je založena na nekonečných řadách nebo řešeních určitých diferenciálních rovnic, díky čemuž je lze vztáhnout také ke komplexním číslům. Inverzní funkce k funkcím goniometrickým se označují jako funkce cyklometrické.

Animace zobrazující vztah mezi jednotkovou kružnicí a funkcemi sinus a kosinus.

Sinus (vlevo), kosinus (dole) a tangens (vpravo) na jednotkové kružnici

Elementárními goniometrickými funkcemi jsou:
|         | značka a vzorec | jiné značky |
| sinus   | sin[p 1]        |             |
| kosinus | cos             |             |
| tangens | tg = sin/cos    | tan         |
Někdy se používají označení také pro jejich převrácené hodnoty:
|           | značka a vzorec | jiné značky |
| sekans    | sec = 1/cos     |             |
| kosekans  | cosec = 1/sin   | csc         |
| kotangens | cotg = cos/sin  | cot, cotan  |
Historicky se používaly zvláštní názvy ještě pro další odvozené funkce:
|                  | značka a vzorec      | jiné značky | poloviční hodnota           |
| sinus versus     | versin = 1 − cos     |             | haversin = versin/2         |
| kosinus versus   | vercosin = 1 + cos   |             | havercosin = vercosin/2     |
| sinus koversus   | coversin = 1 − sin   | cvs         | hacoversin = coversin/2     |
| kosinus koversus | covercosin = 1 + sin |             | hacovercosin = covercosin/2 |
| exsekans         | exsec = sec − 1      |             |                             |
| exkosekans       | excsc = cosec − 1    |             |                             |
____________
1. ↑  Správný zápis je sin x, kde x je úhel, argument funkce. Podobně i u ostatních funkcí. Avšak protože v tomto přehledu je argument vždy stejný, je v zájmu přehlednosti vynechán.

## Definice

### Pravoúhlý trojúhelník

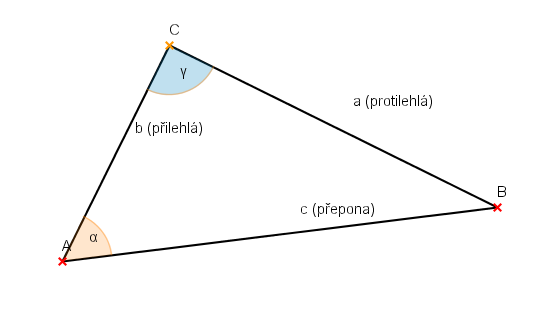
Pravoúhlý trojúhelník s pravým úhlem γ při vrcholu C. Přilehlá a protilehlá odvěsna se vztahují k úhlu α.

Při definici s pomocí pravoúhlého trojúhelníku jsou jednotlivé prvky trojúhelníka ABC následující:
- pravý úhel {\displaystyle \gamma } je při vrcholu C
- určovaným úhlem je úhel {\displaystyle \alpha }, vzhledem k němu je
  - strana a označována jako protilehlá odvěsna
  - strana b označována jako přilehlá odvěsna
  - nejdelší strana c je nazývána přepona trojúhelníka

Předpokládá se, že trojúhelník leží v euklidovském prostoru a součet jeho vnitřních úhlů je tak {\displaystyle \pi } radiánů neboli
180 °. Pak:
- Sinus {\displaystyle \alpha } je poměr délky odvěsny protilehlé tomuto úhlu a délky přepony.

{\displaystyle \sin \alpha ={\frac {a}{c}}}
- Kosinus {\displaystyle \alpha } je poměr délky odvěsny přilehlé tomuto úhlu a délky přepony.

{\displaystyle \cos \alpha ={\frac {b}{c}}}
- Tangens {\displaystyle \alpha } je poměr délek odvěsny protilehlé tomuto úhlu a délky odvěsny k němu přilehlé.

{\displaystyle {\textrm {tg}}\,\alpha ={\frac {a}{b}}={\frac {\sin \alpha }{\cos \alpha }}}
- Kotangens {\displaystyle \alpha } je poměr délek odvěsny přilehlé tomuto úhlu a délky odvěsny k němu protilehlé.

{\displaystyle {\textrm {cotg}}\,\alpha ={\frac {b}{a}}={\frac {\cos \alpha }{\sin \alpha }}}
- Sekans {\displaystyle \alpha } je poměr délky přepony a délky odvěsny přilehlé tomuto úhlu.

{\displaystyle \sec \alpha ={\frac {c}{b}}={\frac {1}{\cos \alpha }}}
- Kosekans {\displaystyle \alpha } je poměr délky přepony a délky odvěsny protilehlé tomuto úhlu.

{\displaystyle {\textrm {cosec}}\,\alpha ={\frac {c}{a}}={\frac {1}{\sin \alpha }}}

### Jednotková kružnice

Jednotková kružnice

Těchto šest funkcí může být také definováno pomocí jednotkové kružnice, což je kružnice o poloměru jedna se středem v počátku soustavy souřadnic. Tento způsob definice nemá valné praktické využití, koneckonců pro většinu úhlů jde o postup založený na pravoúhlých trojúhelnících. Na druhou stranu jde o postup velmi názorný a umožňující definovat úhly v rozsahu 0 – 2 π a nikoli jen 0 – π /2 radiánů, jako při předchozím postupu. Rovnice jednotkové kružnice je:
{\displaystyle x^{2}+y^{2}=1\,}
Na jednotkovou kružnici jsou vynášeny orientované úhly θ tak, že jejich vrchol je ve středu kružnice a počáteční rameno je totožné s kladnou (pravou) poloosou vodorovné osy souřadnic. Jsou-li velikosti těchto úhlů kladné (větší než nula) je úhel orientovaný proti směru otáčení hodinových ručiček. Jsou-li záporné je úhel orientován ve směru otáčení. Druhé rameno úhlu protíná jednotkovou kružnici v bodě, jehož souřadnice v dané soustavě jsou [x,y]. Úsečka daná počátkem souřadné soustavy a tímto bodem je přeponou trojúhelníka, jehož odvěsny mají délku x a y. Protože má tato přepona délku 1, tak platí: {\displaystyle x=\cos \theta } a {\displaystyle y=\sin \theta }.
Pro úhly větší než 2π, nebo menší než −2π, se celkem jednoduše pokračuje v otáčení ramena úhlu kolem středu kružnice. Pak se ovšem hodnoty funkcí sinus a kosinus začnou opakovat – říkáme, že tyto funkce jsou periodické s periodou 2π (360°) a platí:
{\displaystyle \sin \theta =\sin \left(\theta +2\pi k\right)}
{\displaystyle \cos \theta =\cos \left(\theta +2\pi k\right)}
kde θ je libovolný úhel a k libovolné celé číslo.
Nejmenší periodou funkcí sin, cos, sec a cosec je plný úhel – tedy 2π radiánů nebo 360 stupňů. Nejmenší periodou funkcí tg a cotg je úhel přímý – π nebo 180°.

Možná konstrukce hodnot jednotlivých goniometrických funkcí

Zatímco funkce sinus a kosinus lze sestrojit takto jednoduchým způsobem, konstrukce hodnot ostatních funkcí je o něco složitější. Běžně se používá ještě konstrukce funkcí tangens a kotangens, i když se v českých učebnicích matematiky používá postup trochu jiný, než je ten na sousedním obrázku.

### Řady

Aproximace funkce sinus (modře) pomocí Taylorova polynomu sedmého stupně (růžově)

Za pomoci geometrie a vlastností limit lze ukázat, že derivace sinu je kosinus a derivace kosinu je −sinus. Potom lze pomocí Taylorových řad vyjádřit sinus a kosinus pro všechna komplexní čísla x takto:
{\displaystyle \sin x=x-{\frac {x^{3}}{3!}}+{\frac {x^{5}}{5!}}-{\frac {x^{7}}{7!}}+\ldots =\sum _{n=0}^{\infty }{\frac {(-1)^{n}x^{2n+1}}{(2n+1)!}}}
{\displaystyle \cos x=1-{\frac {x^{2}}{2!}}+{\frac {x^{4}}{4!}}-{\frac {x^{6}}{6!}}+\ldots =\sum _{n=0}^{\infty }{\frac {(-1)^{n}x^{2n}}{(2n)!}}}
Polynomy pro další goniometrické funkce jsou:
{\displaystyle {\textrm {tg}}\,x=x+{\frac {x^{3}}{3}}+{\frac {2x^{5}}{15}}+{\frac {17x^{7}}{315}}+\ldots }, kde {\displaystyle \left(-{\frac {\pi }{2}}<x<{\frac {\pi }{2}}\right)}
{\displaystyle {\textrm {cotg}}\,x={\frac {1}{x}}-{\frac {x}{3}}-{\frac {x^{3}}{45}}-{\frac {2x^{5}}{945}}-\ldots }, kde {\displaystyle \left(0<|x|<\pi \right)}
{\displaystyle \sec x=1+{\frac {x^{2}}{2}}+{\frac {5x^{4}}{24}}+{\frac {61x^{6}}{720}}+\ldots }
{\displaystyle \csc x={\frac {1}{x}}+{\frac {x}{6}}+{\frac {7x^{3}}{360}}+{\frac {31x^{5}}{15120}}+\ldots }

### Diferenciální rovnice
Jak funkce sinus, tak i kosinus jsou výsledkem diferenciální rovnice {\displaystyle y\,''=-y}. To tedy znamená, že pro obě tyto funkce platí, že jejich druhá derivace je rovna minus dané funkci. Ve dvourozměrném vektorovém prostoru V obsahujícím všechna řešení této rovnice je sinus právě to řešení splňující počáteční podmínky y(0) = 0 a y′(0) = 1 a kosinus řešení s počátečními podmínkami y(0) = 1 a y′(0) = 0.
Protože jsou sinus a kosinus lineárně nezávislé, tvoří bázi vektorového prostoru V. Tento způsob definice těchto goniometrických funkcí je v zásadě ekvivalentní definici přes Eulerovu formuli.
Funkce tangens je řešením rovnice {\displaystyle y\,'=1+y^{2}} pro počáteční podmínku y(0) = 0.

### Pomocí vlastností
Existuje právě jedna dvojice funkcí s a c s těmito vlastnostmi:
{\displaystyle \forall x,y\in \mathbb {R} }:
{\displaystyle s^{2}(x)+c^{2}(x)=1,\,}
{\displaystyle s(x+y)=s(x)c(y)+c(x)s(y),\,}
{\displaystyle c(x+y)=c(x)c(y)-s(x)s(y),\,}
{\displaystyle 0<xc(x)<s(x)<x\,\!}, pro {\displaystyle 0<x<1\,\!}.

## Výpočty hodnot

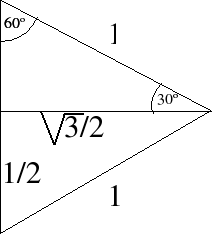
Určení hodnoty goniometrické funkce pomocí rovnostranného trojúhelníku.

V současnosti se většina lidí vyhne počítání hodnot goniometrických funkcí díky dostupnosti počítačů a vědeckých kalkulátorů. Historicky se hodnoty goniometrických funkcí určovaly interpolací hodnot z předpočítaných tabulek obsahujících jejich hodnoty pro nejdůležitější úhly. Tyto tabulky vznikaly se zrodem samotných goniometrických funkcí a byly sestavovány opakovaným užitím sčítání a půlení známých úhlů.
Počítače užívají k výpočtu goniometrických funkcí několika metod. Obvyklým postupem je kombinace polynomiální aproximace (pomocí Taylorových nebo Maclaurinových polynomů) a vyhledávání v tabulce již připravených úhlů. Nejprve je tedy nalezena hodnota blízkého úhlu a přesná hodnota je dopočítána vhodným aproximačním polynomem. Tak ovšem mohou postupovat výkonnější stroje vybavené jednotkou pro operace s plovoucí řádovou čárkou, v jednodušších zařízeních se používá algoritmus zvaný CORDIC, který je v tomto případě efektivnější. Obě metody jsou kvůli lepšímu výkonu často součástí počítačového hardware.
Přesně určit hodnoty goniometrických funkcí pro všechny násobky 60° a 45° lze následujícím způsobem:
Mějme rovnoramenný pravoúhlý trojúhelník s délkami odvěsen a=b=1; úhly při přeponě jsou stejné a tedy rovné {\displaystyle \pi /4} (45°). Pak podle Pythagorovy věty:
{\displaystyle c={\sqrt {a^{2}+b^{2}}}={\sqrt {2}}}
a tedy ovšem
{\displaystyle \sin {\frac {\pi }{4}}=\cos {\frac {\pi }{4}}={\frac {\sqrt {2}}{2}}}
{\displaystyle {\mbox{tg}}{\frac {\pi }{4}}={\frac {\sqrt {2}}{\sqrt {2}}}=1}
Goniometrické funkce úhlů {\displaystyle \pi /3} radiánů (60°) a {\displaystyle \pi /6} radiánů (30°) se určí pomocí rovnostranného trojúhelníka se stranami délky 1. Všechny jeho úhly jsou rovny {\displaystyle \pi /3} radiánů (60°). Když ho rozdělíme na poloviny, získáme pravoúhlý trojúhelník s úhly o velikostech {\displaystyle \pi /6} a {\displaystyle \pi /3}. Jeho kratší odvěsna má délku {\displaystyle 1/2}, delší {\displaystyle {\sqrt {3}}/2} a přepona délku 1. Pak tedy:
{\displaystyle \sin {\frac {\pi }{6}}=\cos {\frac {\pi }{3}}={\frac {1}{2}}}
{\displaystyle \cos {\frac {\pi }{6}}=\sin {\frac {\pi }{3}}={\frac {\sqrt {3}}{2}}}
{\displaystyle {\mbox{tg}}{\frac {\pi }{6}}={\mbox{cotg}}{\frac {\pi }{3}}={\frac {1}{\sqrt {3}}}}

Přesně určit hodnoty goniometrických funkcí pro všechny násobky 3° lze následujícím způsobem.
Výchozí hodnotu {\displaystyle \pi /5} (36°) lze vypočítat ze vztahu velikosti opsané kružnice ku straně pravidelného pětiúhelníka. Tento vztah má tvar:
{\displaystyle r={{\sqrt {50+10{\sqrt {5}}}} \over 10}a}
Úhel daný polopřímkami, které vycházející ze středu pětiúhelníka a protínající dva jeho sousední vrcholy, má hodnotu {\displaystyle 2\pi /5} (72°). Pro jeho polovinu {\displaystyle \pi /5} (36°) pak platí:
{\displaystyle \sin 36^{\circ }={a \over 2r}={{\sqrt {2}}{\sqrt {5-{\sqrt {5}}}} \over 4}}
Hodnota cos 36° se vypočítá ze vztahu:
{\displaystyle \cos 36^{\circ }={\sqrt {1-\sin ^{2}36^{\circ }}}={{\sqrt {5}}+1 \over 4}={{\sqrt {2}}{\sqrt {3+{\sqrt {5}}}} \over 4}}
Se znalostí hodnot pro sinus a kosinus 30° a 45° pomocí vztahů pro sinus součtu (resp. rozdílu) úhlů lze postupně vypočítat hodnoty sinus pro 6, 9 a pak 3 stupně. Další hodnoty sinus násobku tří lze adekvátně odvodit. Obdobně to platí pro hodnoty kosinus.

## Historie
Snad jako první se studiu goniometrických funkcí a počítání jejich hodnot věnoval Hipparchos z Nikaje (180–125 př. n. l.), který porovnával délky oblouku kružnice při daném středovém úhlu (αr) s délkami jim odpovídajících tětiv (2r sin(α/2)). O něco později, ve 2. století našeho letopočtu, Ptolemaios obohatil tyto znalosti ve svém díle Almagest o odvození vzorců odpovídajících těm dnešním pro součet a rozdíl úhlů: sin(α + β) a sin(α − β). Dokázal také odvodit vzorec pro úhel poloviční (sin2(α/2) = (1 − cos(α))/2), díky čemuž mohl sestavit tabulky pro úhly s prakticky libovolnou přesností. Do dnešních dnů se však ani jedny tabulky nedochovaly.
K dalšímu pokroku v oblasti goniometrie došlo v Indii. Ve spise Siddhantas ze 4–5. století byla poprvé uvedena definice sinu jako poměru mezi polovinou úhlu a polovinou sečny. Tento spis také obsahuje první dodnes dochované tabulky hodnot sinu a funkce (1 − cos) pro úhly v 3,75stupňových intervalech mezi 0 a 90 stupni. Byl později přeložen a podstatně rozšířen Araby, kteří zhruba v 10. století, v díle Abu'l-Wefy, již používali šest goniometrických funkcí a měli tabulky hodnot funkcí sinus a tangens s přesností na 8 desetinných míst pro úhly vzdálené od sebe o čtvrtinu stupně.
Dnes používané slovo sinus pochází z latinského výrazu pro záhyb nebo zátoku. Vzniklo nesprávným překladem ze sanskrtu, z tamního slova jiva (nebo jya). jiva (původně ardha-jiva), ve významu „půltětiva“, byla v díle Aryabhatiya z 6. století Araby přepsána jako jiba (جب). Evropskými překladateli (Robert of Chester a Gerardo da Cremona) z Toleda však bylo toto slovo ve 12. století zaměněno se slovem jaib (جب) znamenajícím „zátoka“. Důvodem jejich omylu byl stejný arabský zápis obou slov.
Všechny dosavadní práce se na goniometrii dívaly jako na doplněk astronomie, snad prvním pojednáním zabývajícím se goniometrií samostatně bylo Regiomontanovo De triangulis omnimodus z roku 1464 a později také jeho Tabulae directionum (kde se objevila, zatím nepojmenovaná, funkce tangens).
Rhaeticova práce Opus palatinum de triangulis konečně definovala goniometrické funkce přes pravoúhlé trojúhelníky namísto tětiv kružnic a obsahovala tabulky pro šestici goniometrických funkcí. Práci dokončil Rhaeticův student Valentin Otho v roce 1596.
Analytický náhled na goniometrické funkce vytvořil Leonhard Euler roku 1748 ve spise Introductio in analysin infinitorum, kde tyto funkce definoval pomocí nekonečných řad a kde také představil Eulerův zápis komplexních čísel: eix = cos(x) + i sin(x). Používal také (téměř) dnešní zkratky pro funkce: sin., cos., tang., cot., sec., a cosec..

## Vybrané vzorce z oblasti goniometrie
Následující vzorce jsou platné tam, kde mají dané formule smysl
- Záporné hodnoty úhlů

{\displaystyle \sin(-\alpha )=-\sin \alpha \,\!}
{\displaystyle \cos(-\alpha )=\cos \alpha \,\!}
{\displaystyle \mathrm {tg} (-\alpha )=-\mathrm {tg} \,\alpha \,\!}
{\displaystyle \mathrm {cotg} (-\alpha )=-\mathrm {cotg} \,\alpha \,\!}
- Vzájemné vztahy mezi goniometrickými funkcemi stejného úhlu

{\displaystyle \sin ^{2}\alpha +\cos ^{2}\alpha =1\,\!}
{\displaystyle \mathrm {tg} \,\alpha \cdot \mathrm {cotg} \,\alpha =1\,\!}
{\displaystyle {\textrm {tg}}\,\alpha ={\frac {\sin \alpha }{\cos \alpha }}\,\!}
{\displaystyle {\textrm {cotg}}\,\alpha ={\frac {\cos \alpha }{\sin \alpha }}\,\!}
{\displaystyle \sec \alpha ={\frac {1}{\cos \alpha }}\,\!}
{\displaystyle {\textrm {cosec}}\,\alpha ={\frac {1}{\sin \alpha }}\,\!}
{\displaystyle 1+{\textrm {tg}}^{2}\,\alpha ={\frac {1}{\cos ^{2}\alpha }}\,\!}
{\displaystyle 1+{\textrm {cotg}}^{2}\,\alpha ={\frac {1}{\sin ^{2}\alpha }}}
{\displaystyle \left|\sin \alpha \right|={\sqrt {1-\cos ^{2}\alpha }}={\frac {\left|{\textrm {tg}}\,\alpha \right|}{\sqrt {1+{\textrm {tg}}^{2}\,\alpha }}}={\frac {1}{\sqrt {1+{\textrm {cotg}}^{2}\,\alpha }}}\,\!}
{\displaystyle \left|\cos \alpha \right|={\sqrt {1-\sin ^{2}\alpha }}={\frac {1}{\sqrt {1+{\textrm {tg}}^{2}\,\alpha }}}={\frac {\left|{\textrm {cotg}}\,\alpha \right|}{\sqrt {1+{\textrm {cotg}}^{2}\,\alpha }}}\,\!}
{\displaystyle \left|{\textrm {tg}}\,\alpha \right|={\frac {\left|\sin \alpha \right|}{\sqrt {1-\sin ^{2}\alpha }}}={\frac {\sqrt {1-\cos ^{2}\alpha }}{\left|\cos \alpha \right|}}={\frac {1}{\left|{\textrm {cotg}}\,\alpha \right|}}\,\!}
- Goniometrické funkce součtu a rozdílu (jinak také součtové vzorce goniometrických funkcí)

{\displaystyle \sin \left(\alpha \pm \beta \right)=\sin \alpha \cos \beta \pm \cos \alpha \sin \beta \,\!}
{\displaystyle \cos \left(\alpha \pm \beta \right)=\cos \alpha \cos \beta \mp \sin \alpha \sin \beta \,\!}
{\displaystyle {\textrm {tg}}\,\left(\alpha \pm \beta \right)={\frac {{\textrm {tg}}\,\alpha \pm {\textrm {tg}}\beta }{1\mp {\textrm {tg}}\,\alpha \cdot {\textrm {tg}}\,\beta }}\,\!}
{\displaystyle {\textrm {cotg}}\,\left(\alpha \pm \beta \right)={\frac {{\textrm {cotg}}\,\alpha \cdot {\textrm {cotg}}\,\beta \mp 1}{{\textrm {cotg}}\,\alpha \pm {\textrm {cotg}}\beta }}\,\!}
- Součet a rozdíl goniometrických funkcí

{\displaystyle \sin \alpha +\sin \beta =2\sin \left({\frac {\alpha +\beta }{2}}\right)\cos \left({\frac {\alpha -\beta }{2}}\right)\,\!}
{\displaystyle \sin \alpha -\sin \beta =2\cos \left({\frac {\alpha +\beta }{2}}\right)\sin \left({\frac {\alpha -\beta }{2}}\right)\,\!}
{\displaystyle \cos \alpha +\cos \beta =2\cos \left({\frac {\alpha +\beta }{2}}\right)\cos \left({\frac {\alpha -\beta }{2}}\right)\,\!}
{\displaystyle \cos \alpha -\cos \beta =-2\sin \left({\frac {\alpha +\beta }{2}}\right)\sin \left({\frac {\alpha -\beta }{2}}\right)\,\!}
{\displaystyle \mathrm {tg} \,\alpha \pm \mathrm {tg} \,\beta ={\frac {\sin \left(\alpha \pm \beta \right)}{\cos \alpha \cos \beta }}\,\!}
{\displaystyle \mathrm {cotg} \,\alpha \pm \mathrm {cotg} \,\beta ={\frac {\sin \left(\beta \pm \alpha \right)}{\sin \alpha \sin \beta }}\,\!}
{\displaystyle \mathrm {tg} \,\alpha \pm \mathrm {cotg} \,\beta =\pm {\frac {\cos \left(\alpha \mp \beta \right)}{\cos \alpha \sin \beta }}\,\!}
- Součiny goniometrických funkcí

{\displaystyle \sin \alpha \sin \beta ={\frac {1}{2}}[\cos(\alpha -\beta )-\cos(\alpha +\beta )]}
{\displaystyle \cos \alpha \cos \beta ={\frac {1}{2}}[\cos(\alpha -\beta )+\cos(\alpha +\beta )]}
{\displaystyle \sin \alpha \cos \beta ={\frac {1}{2}}[\sin(\alpha -\beta )+\sin(\alpha +\beta )]}
{\displaystyle \mathrm {tg} \alpha \mathrm {tg} \beta ={\frac {\mathrm {tg} \alpha +\mathrm {tg} \beta }{\mathrm {cotg} \alpha +\mathrm {cotg} \beta }}}
{\displaystyle \mathrm {cotg} \alpha \mathrm {cotg} \beta ={\frac {\mathrm {cotg} \alpha +\mathrm {cotg} \beta }{\mathrm {tg} \alpha +\mathrm {tg} \beta }}}
{\displaystyle \mathrm {tg} \alpha \mathrm {cotg} \beta ={\frac {\mathrm {tg} \alpha +\mathrm {cotg} \beta }{\mathrm {cotg} \alpha +\mathrm {tg} \beta }}}
- Dvojnásobný úhel (K odvození goniometrických funkcí vícenásobného argumentu používáme Moivreovy věty)

{\displaystyle \sin 2\alpha =2\cdot \sin \alpha \cos \alpha \,\!}
{\displaystyle \cos 2\alpha =\cos ^{2}\alpha -\sin ^{2}\alpha \,\!}
{\displaystyle \mathrm {tg} \,2\alpha ={\frac {2\cdot \mathrm {tg} \,\alpha }{1-\mathrm {tg} ^{2}\,\alpha }}\,\!}
{\displaystyle \mathrm {cotg} \,2\alpha ={\frac {\mathrm {cotg} ^{2}\,\alpha -1}{2\cdot \mathrm {cotg} \,\alpha }}\,\!}
- Poloviční úhel

{\displaystyle \left|\sin {\frac {\alpha }{2}}\right|={\sqrt {\frac {1-\cos \alpha }{2}}}\,\!}
{\displaystyle \left|\cos {\frac {\alpha }{2}}\right|={\sqrt {\frac {1+\cos \alpha }{2}}}\,\!}
{\displaystyle \left|\mathrm {tg} \,{\frac {\alpha }{2}}\right|={\sqrt {\frac {1-\cos \alpha }{1+\cos \alpha }}}\,\!}
{\displaystyle \left|\mathrm {cotg} \,{\frac {\alpha }{2}}\right|={\sqrt {\frac {1+\cos \alpha }{1-\cos \alpha }}}\,\!}
- Mocniny goniometrických funkcí

{\displaystyle \sin ^{2}\alpha ={\frac {1}{2}}(1-\cos 2\alpha )}
{\displaystyle \cos ^{2}\alpha ={\frac {1}{2}}(1+\cos 2\alpha )}
{\displaystyle \sin ^{3}\alpha ={\frac {1}{4}}(3\sin \alpha -\sin 3\alpha )}
{\displaystyle \cos ^{3}\alpha ={\frac {1}{4}}(\cos 3\alpha +3\cos \alpha )}

## Hodnoty funkcí ve vybraných úhlech
| Stupně | Radiány                             | Sinus                                   | Kosinus                                 | Tangens                                 | Kotangens                               |
| ------ | ----------------------------------- | --------------------------------------- | --------------------------------------- | --------------------------------------- | --------------------------------------- |
| 0      | {\displaystyle 0\,}                 | {\displaystyle 0\,}                     | {\displaystyle 1\,}                     | {\displaystyle 0\,}                     | {\displaystyle -\,}                     |
| 30     | {\displaystyle {\frac {\pi }{6}}}   | {\displaystyle {\frac {1}{2}}}          | {\displaystyle {\frac {\sqrt {3}}{2}}}  | {\displaystyle {\frac {\sqrt {3}}{3}}}  | {\displaystyle {\sqrt {3}}}             |
| 45     | {\displaystyle {\frac {\pi }{4}}}   | {\displaystyle {\frac {\sqrt {2}}{2}}}  | {\displaystyle {\frac {\sqrt {2}}{2}}}  | {\displaystyle 1\,}                     | {\displaystyle 1\,}                     |
| 60     | {\displaystyle {\frac {\pi }{3}}}   | {\displaystyle {\frac {\sqrt {3}}{2}}}  | {\displaystyle {\frac {1}{2}}}          | {\displaystyle {\sqrt {3}}}             | {\displaystyle {\frac {\sqrt {3}}{3}}}  |
| 90     | {\displaystyle {\frac {\pi }{2}}}   | {\displaystyle 1\,}                     | {\displaystyle 0\,}                     | {\displaystyle -\,}                     | {\displaystyle 0\,}                     |
| 120    | {\displaystyle {\frac {2\pi }{3}}}  | {\displaystyle {\frac {\sqrt {3}}{2}}}  | {\displaystyle -{\frac {1}{2}}}         | {\displaystyle -{\sqrt {3}}}            | {\displaystyle -{\frac {\sqrt {3}}{3}}} |
| 135    | {\displaystyle {\frac {3\pi }{4}}}  | {\displaystyle {\frac {\sqrt {2}}{2}}}  | {\displaystyle -{\frac {\sqrt {2}}{2}}} | {\displaystyle -1\,}                    | {\displaystyle -1\,}                    |
| 150    | {\displaystyle {\frac {5\pi }{6}}}  | {\displaystyle {\frac {1}{2}}}          | {\displaystyle -{\frac {\sqrt {3}}{2}}} | {\displaystyle -{\frac {\sqrt {3}}{3}}} | {\displaystyle -{\sqrt {3}}}            |
| 180    | {\displaystyle \pi \,}              | {\displaystyle 0\,}                     | {\displaystyle -1\,}                    | {\displaystyle 0\,}                     | {\displaystyle -\,}                     |
| 210    | {\displaystyle {\frac {7\pi }{6}}}  | {\displaystyle -{\frac {1}{2}}}         | {\displaystyle -{\frac {\sqrt {3}}{2}}} | {\displaystyle {\frac {\sqrt {3}}{3}}}  | {\displaystyle {\sqrt {3}}}             |
| 225    | {\displaystyle {\frac {5\pi }{4}}}  | {\displaystyle -{\frac {\sqrt {2}}{2}}} | {\displaystyle -{\frac {\sqrt {2}}{2}}} | {\displaystyle 1\,}                     | {\displaystyle 1\,}                     |
| 240    | {\displaystyle {\frac {4\pi }{3}}}  | {\displaystyle -{\frac {\sqrt {3}}{2}}} | {\displaystyle -{\frac {1}{2}}}         | {\displaystyle {\sqrt {3}}}             | {\displaystyle {\frac {\sqrt {3}}{3}}}  |
| 270    | {\displaystyle {\frac {3\pi }{2}}}  | {\displaystyle -1\,}                    | {\displaystyle 0\,}                     | {\displaystyle -\,}                     | {\displaystyle 0\,}                     |
| 300    | {\displaystyle {\frac {5\pi }{3}}}  | {\displaystyle -{\frac {\sqrt {3}}{2}}} | {\displaystyle {\frac {1}{2}}}          | {\displaystyle -{\sqrt {3}}}            | {\displaystyle -{\frac {\sqrt {3}}{3}}} |
| 315    | {\displaystyle {\frac {7\pi }{4}}}  | {\displaystyle -{\frac {\sqrt {2}}{2}}} | {\displaystyle {\frac {\sqrt {2}}{2}}}  | {\displaystyle -1\,}                    | {\displaystyle -1\,}                    |
| 330    | {\displaystyle {\frac {11\pi }{6}}} | {\displaystyle -{\frac {1}{2}}}         | {\displaystyle {\frac {\sqrt {3}}{2}}}  | {\displaystyle -{\frac {\sqrt {3}}{3}}} | {\displaystyle -{\sqrt {3}}}            |

| Stupně             | Radiány                          | Sinus                                                                                                   | Kosinus                                                                                                 |
| ------------------ | -------------------------------- | --- | --- |
| {\displaystyle 0}  | {\displaystyle 0}                | {\displaystyle 0}                                                                                       | {\displaystyle 1}                                                                                       |
| {\displaystyle 3}  | {\displaystyle {\pi \over 60}}   | {\displaystyle {({\sqrt {3}}+1){\sqrt {3-{\sqrt {5}}}}-({\sqrt {3}}-1){\sqrt {5+{\sqrt {5}}}} \over 8}} | {\displaystyle {({\sqrt {3}}-1){\sqrt {3-{\sqrt {5}}}}+({\sqrt {3}}+1){\sqrt {5+{\sqrt {5}}}} \over 8}} |
| {\displaystyle 6}  | {\displaystyle {\pi \over 30}}   | {\displaystyle {{\sqrt {6}}{\sqrt {5-{\sqrt {5}}}}-{\sqrt {2}}{\sqrt {3+{\sqrt {5}}}} \over 8}}         | {\displaystyle {{\sqrt {6}}{\sqrt {3+{\sqrt {5}}}}+{\sqrt {2}}{\sqrt {5-{\sqrt {5}}}} \over 8}}         |
| {\displaystyle 9}  | {\displaystyle {\pi \over 20}}   | {\displaystyle {{\sqrt {3+{\sqrt {5}}}}-{\sqrt {5-{\sqrt {5}}}} \over 4}}                               | {\displaystyle {{\sqrt {3+{\sqrt {5}}}}+{\sqrt {5-{\sqrt {5}}}} \over 4}}                               |
| {\displaystyle 12} | {\displaystyle {\pi \over 15}}   | {\displaystyle {{\sqrt {2}}{\sqrt {5+{\sqrt {5}}}}-{\sqrt {6}}{\sqrt {3-{\sqrt {5}}}} \over 8}}         | {\displaystyle {{\sqrt {2}}{\sqrt {3-{\sqrt {5}}}}+{\sqrt {6}}{\sqrt {5+{\sqrt {5}}}} \over 8}}         |
| {\displaystyle 15} | {\displaystyle {\pi \over 12}}   | {\displaystyle {{\sqrt {2}}({\sqrt {3}}-1) \over 4}}                                                    | {\displaystyle {{\sqrt {2}}({\sqrt {3}}+1) \over 4}}                                                    |
| {\displaystyle 18} | {\displaystyle {\pi \over 10}}   | {\displaystyle {{\sqrt {2}}{\sqrt {3-{\sqrt {5}}}} \over 4}}                                            | {\displaystyle {{\sqrt {2}}{\sqrt {5+{\sqrt {5}}}} \over 4}}                                            |
| {\displaystyle 21} | {\displaystyle {7\pi \over 60}}  | {\displaystyle {({\sqrt {3}}+1){\sqrt {5-{\sqrt {5}}}}-({\sqrt {3}}-1){\sqrt {3+{\sqrt {5}}}} \over 8}} | {\displaystyle {({\sqrt {3}}+1){\sqrt {3+{\sqrt {5}}}}+({\sqrt {3}}-1){\sqrt {5-{\sqrt {5}}}} \over 8}} |
| {\displaystyle 24} | {\displaystyle {2\pi \over 15}}  | {\displaystyle {{\sqrt {6}}{\sqrt {3+{\sqrt {5}}}}-{\sqrt {2}}{\sqrt {5-{\sqrt {5}}}} \over 8}}         | {\displaystyle {{\sqrt {6}}{\sqrt {5-{\sqrt {5}}}}+{\sqrt {2}}{\sqrt {3+{\sqrt {5}}}} \over 8}}         |
| {\displaystyle 27} | {\displaystyle {3\pi \over 20}}  | {\displaystyle {{\sqrt {5+{\sqrt {5}}}}-{\sqrt {3-{\sqrt {5}}}} \over 4}}                               | {\displaystyle {{\sqrt {5+{\sqrt {5}}}}+{\sqrt {3-{\sqrt {5}}}} \over 4}}                               |
| {\displaystyle 30} | {\displaystyle {\pi \over 6}}    | {\displaystyle {1 \over 2}}                                                                             | {\displaystyle {{\sqrt {3}} \over 2}}                                                                   |
| {\displaystyle 33} | {\displaystyle {11\pi \over 60}} | {\displaystyle {({\sqrt {3}}+1){\sqrt {3-{\sqrt {5}}}}+({\sqrt {3}}-1){\sqrt {5+{\sqrt {5}}}} \over 8}} | {\displaystyle {({\sqrt {3}}+1){\sqrt {5+{\sqrt {5}}}}-({\sqrt {3}}-1){\sqrt {3-{\sqrt {5}}}} \over 8}} |
| {\displaystyle 36} | {\displaystyle {\pi \over 5}}    | {\displaystyle {{\sqrt {2}}{\sqrt {5-{\sqrt {5}}}} \over 4}}                                            | {\displaystyle {{\sqrt {2}}{\sqrt {3+{\sqrt {5}}}} \over 4}}                                            |
| {\displaystyle 39} | {\displaystyle {13\pi \over 60}} | {\displaystyle {({\sqrt {3}}+1){\sqrt {3+{\sqrt {5}}}}-({\sqrt {3}}-1){\sqrt {5-{\sqrt {5}}}} \over 8}} | {\displaystyle {({\sqrt {3}}-1){\sqrt {3+{\sqrt {5}}}}+({\sqrt {3}}+1){\sqrt {5-{\sqrt {5}}}} \over 8}} |
| {\displaystyle 42} | {\displaystyle {7\pi \over 30}}  | {\displaystyle {{\sqrt {6}}{\sqrt {5+{\sqrt {5}}}}-{\sqrt {2}}{\sqrt {3-{\sqrt {5}}}} \over 8}}         | {\displaystyle {{\sqrt {6}}{\sqrt {3-{\sqrt {5}}}}+{\sqrt {2}}{\sqrt {5+{\sqrt {5}}}} \over 8}}         |
| {\displaystyle 45} | {\displaystyle {\pi \over 4}}    | {\displaystyle {{\sqrt {2}} \over 2}}                                                                   | {\displaystyle {{\sqrt {2}} \over 2}}                                                                   |

V některých výše uvedených vzorcích lze matematický výraz {\displaystyle {\sqrt {3\pm {\sqrt {5}}}}} lze nahradit výrazem {\displaystyle {{\sqrt {2}}({\sqrt {5}}\pm 1) \over 2}} a výraz {\displaystyle {\sqrt {3}}\pm 1} výrazem {\displaystyle {\sqrt {2}}{\sqrt {2\pm {\sqrt {3}}}}} . Všechny hodnoty výrazů pod odmocninami uvedené v tabulce vystupují jako absolutní hodnota, musí být chápany jako kladné hodnoty. (Pro přehlednost vzorců nejsou použity závorky absolutní hodnota.) 
Hodnoty sinus a kosinus násobků 3° pro hodnoty od 45° do 90° lze snadno odvodit pomocí vztahů:
{\displaystyle \sin(90^{\circ }-\alpha )=\cos \alpha \qquad \cos(90^{\circ }-\alpha )=\sin \alpha }

## Trigonometrické věty
- Sinová věta
- Kosinová věta
- Tangentová věta